# Berjaya Air
A Berjaya Air Sdn Bhd (operando como Berjaya Air) é uma companhia aérea com sede no Hangar Berjaya do Edifício do Terminal SkyPark na propriedade do Aeroporto Sultan Abdul Aziz Shah em Subang, Selangor, Malásia.
A partir de 2018, a companhia aérea opera apenas voos charter.

## História

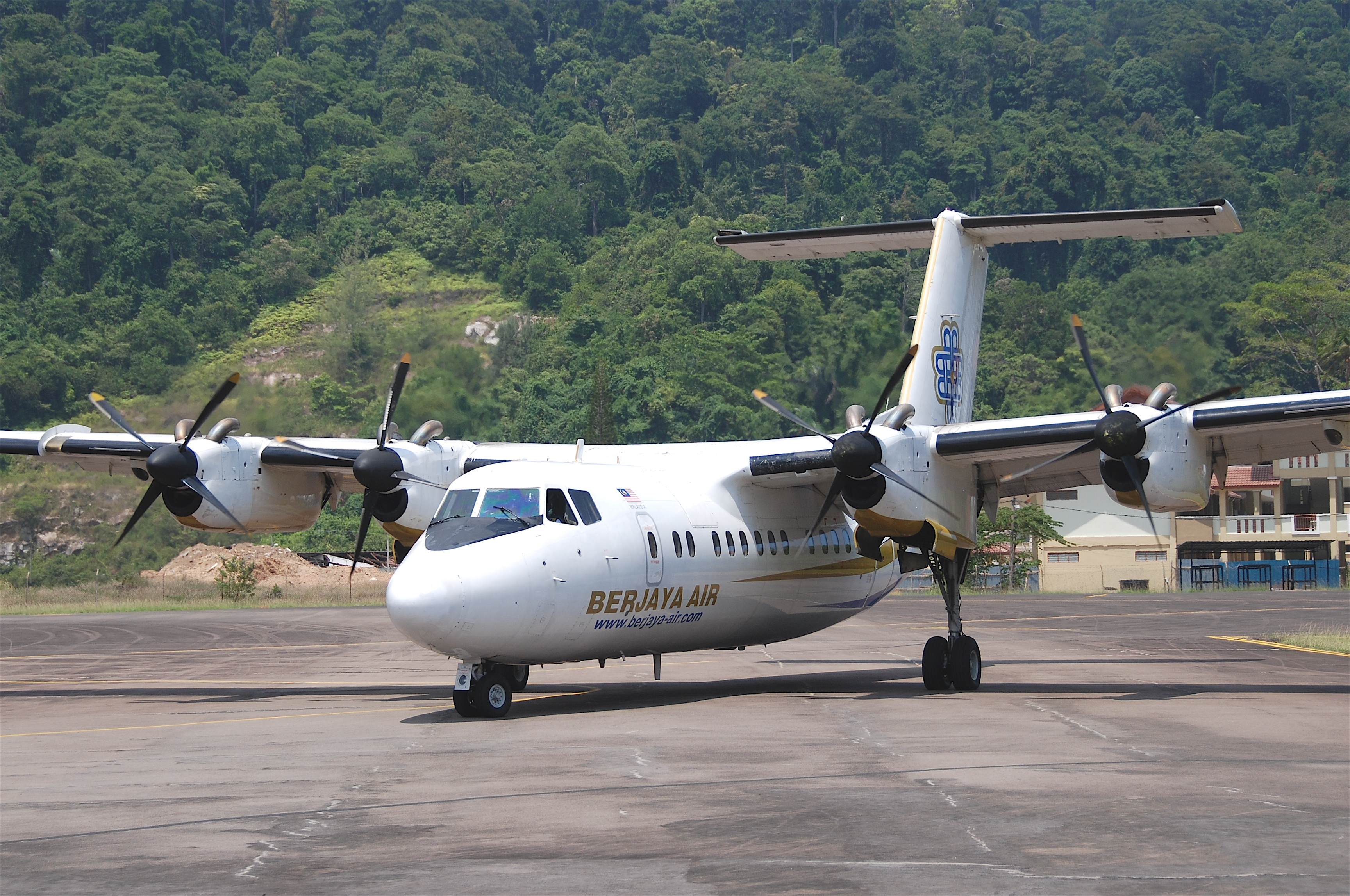
Uma aeronave da Berjaya Air em Pulau Tioman

A companhia aérea foi criada e iniciou suas operações em 1989. É propriedade do Grupo Berjaya (através da Berjaya Land) e era anteriormente conhecida como Pacific Air Charter.
Ao mesmo tempo, a companhia aérea tinha sua sede no Terminal 3 do Aeroporto Sultan Abdul Aziz Shah.

## Frota

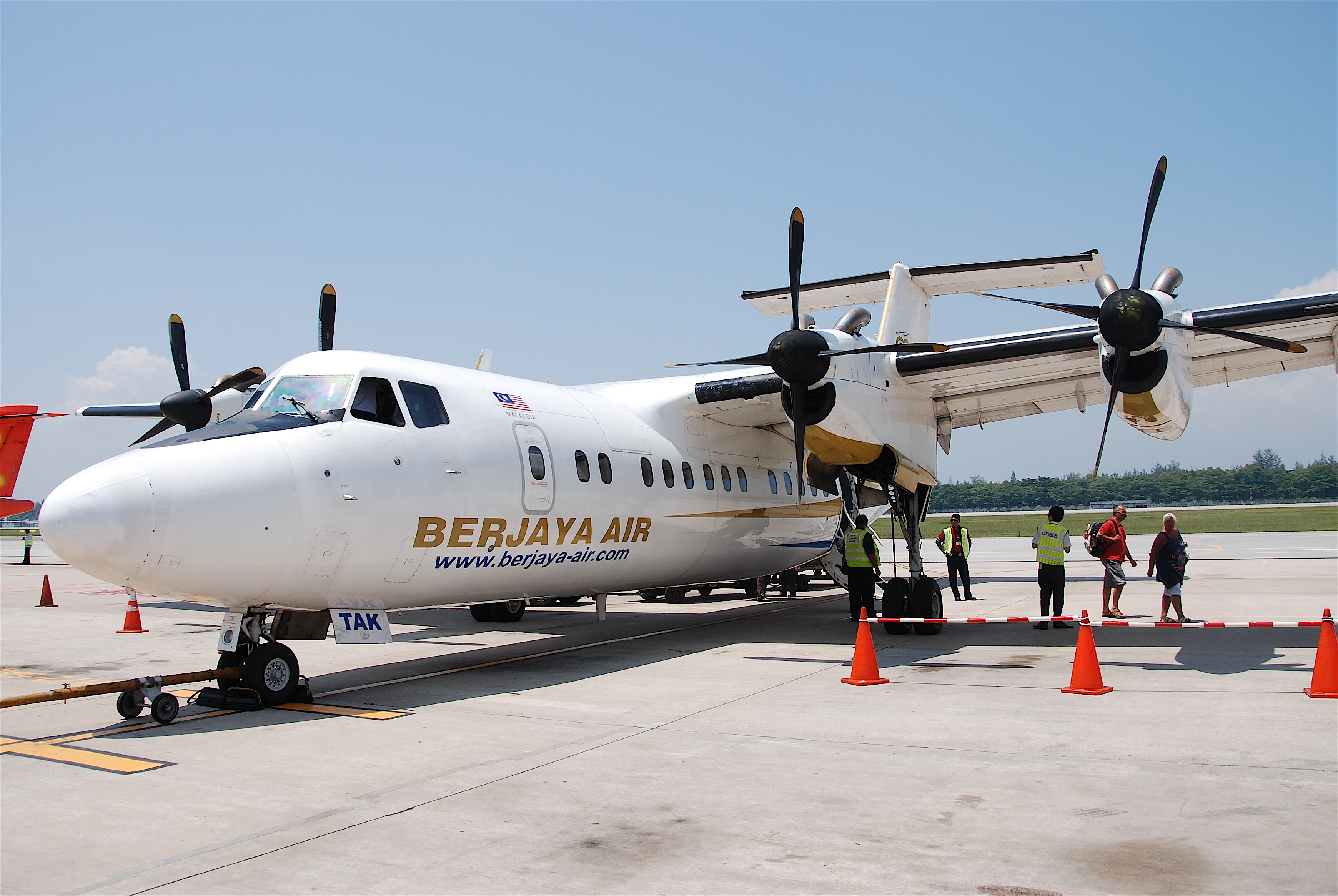
Um de Havilland Canada Dash 7-100 da Berjaya Air no Aeroporto Changi de Singapura.

### Frota atual
A Berjaya Air opera as seguintes aeronaves (Agosto de 2019):
| Aeronaves  | Em Ordens | Ordens | Passageiros | Notas |
| ---------- | --------- | ------ | ----------- | ----- |
| ATR-42-500 | 1         | 1      | 36          |       |
| Total      | 1         | 1      |             |       |

### Desenvolvimento de frota
A Berjaya Air operou uma frota de ATR 72-500s e Havilland Canada Dash 7-100 em várias rotas até 2014. Desde então, a companhia aérea manteve o certificado de seus operadores, mantendo um Bombardier Challenger 300, que é usado para voos charter.
A companhia aérea anunciou no Singapore Airshow 2018 a compra de dois ATR 42-500 alugados. A aeronave será usada para lançar voos de Redang para Kuala Lumpur e Cingapura.

### Frota histórica
A Berjaya Air já operou as seguintes aeronaves:
- 3 de Havilland Canada Dash 7-100
- 4 ATR 72-500